# Sebastopol (slagschip, 1911)
De Sebastopol (Russisch: Севастополь, Sevastopol) was het derde van vier Dreadnought-schepen in de Russische Gangoet-Klasse. Haar zusterschepen waren:
- de Gangoet
- de Petropavlovsk
- de Poltava

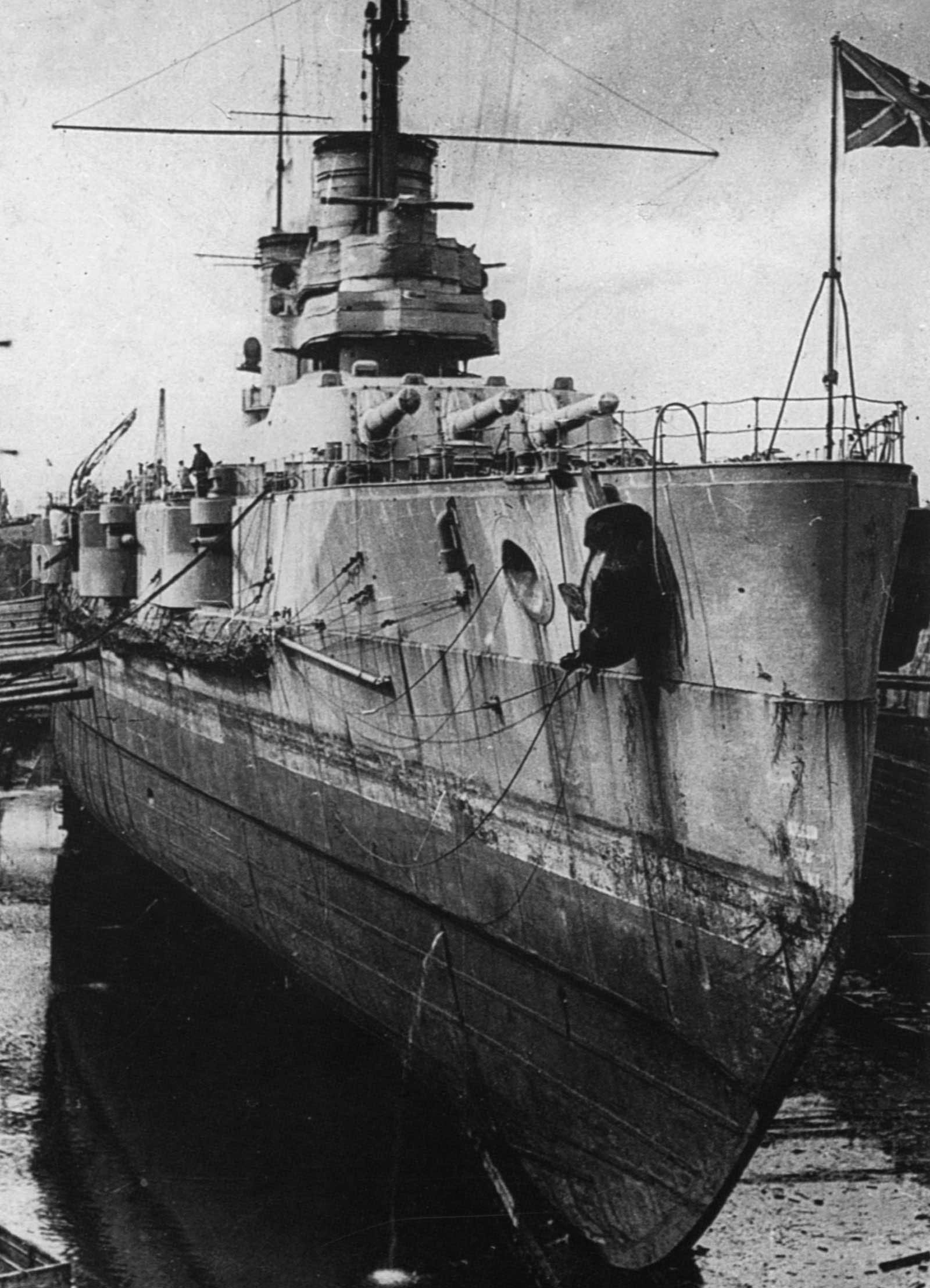
De Sebastopol in droogdok

Deze vier waren de eerste Russische dreadnoughts. De Russische scheepswerven hadden weinig ervaring met de bouw van moderne slagschepen. Daarom werden Italiaanse, Duitse (Blohm & Voss) en Schotse ontwerpen bestudeerd, wat uiteindelijk tot een eigenzinnig ontwerp leidde.
De Sebastopol werd in 1909 in Sint-Petersburg op stapel gezet, in oktober 1911 te water gelaten en in november 1914 afgewerkt. Tijdens de Eerste Wereldoorlog maakte het schip deel uit van de Baltische Vloot van de Russische Marine. Na de revolutie werd het tot Parizjskaja Kommoena (Parijse Commune) omgedoopt.
Alle Russische dreadnoughts in de Zwarte Zee waren in de Eerste Wereldoorlog en de Russische Burgeroorlog verloren gegaan. Daarom werd het schip vanaf 1929 in de Zwarte Zee gestationeerd, waar het tijdens de Tweede Wereldoorlog werd ingezet. In 1943 werd het terug omgedoopt tot Sebastopol. Het werd in 1957 gesloopt.